# Kalesnik-Gletscher
Der Kalesnik-Gletscher (russisch Ледник Калесника Lednik Kalesnika) ist ein Gletscher im westantarktischen Queen Elizabeth Land. Er liegt nördlich der Panzarini Hills in der Argentina Range der Pensacola Mountains und mündet in das Filchner-Ronne-Schelfeis.
Russische Wissenschaftler benannten ihn nach dem sowjetischen Geographen Stanislaw Wikentjewitsch Kalesnik (1901–1977).